# Prisión Hỏa-Lò

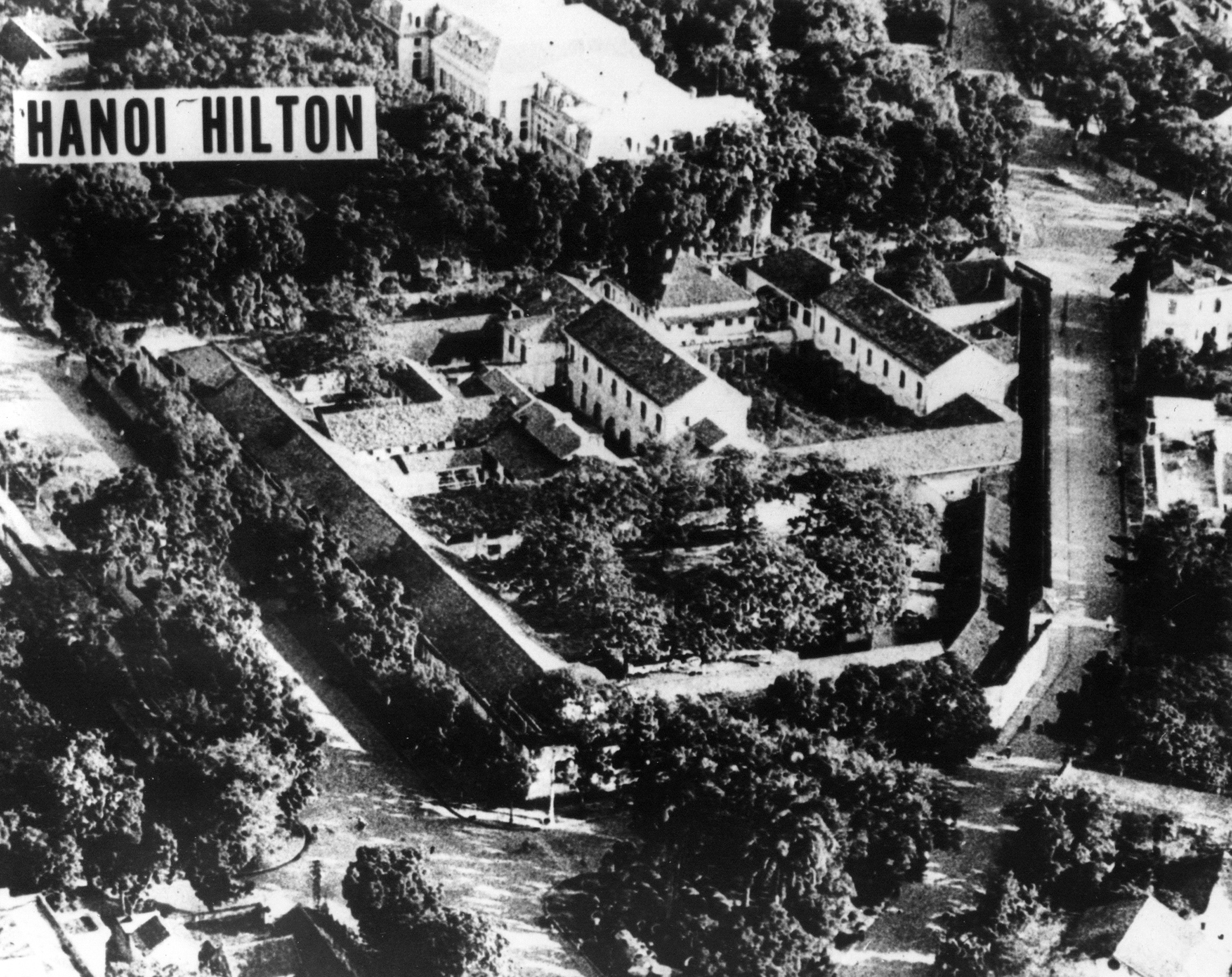
Prisión de Hoa Lo en una fotografía aérea de 1970

La prisión Hỏa Lò (en vietnamita: Hỏa Lò (horno al rojo vivo)) fue una prisión para presos políticos en Hanói, Vietnam. Los prisioneros de guerra estadounidenses le dieron a la instalación el nombre irónico Hanoi Hilton en un guiño sarcástico a los hoteles Hilton.

## Historia
La prisión fue construida por los franceses en 1904 para encarcelar y torturar a los combatientes de la resistencia vietnamita. Albergó hasta 2000 presos en esa época. Durante la guerra de Vietnam, el edificio fue utilizado por los norvietnamitas como prisión para los prisioneros de guerra estadounidenses. También ellos fueron torturados.
En 1993 la prisión fue demolida en su mayor parte. Solo una pequeña parte se ha conservado como museo para conservar un recuerdo de lo que una vez fue en todo detalle, dando incluso detalles sobre la tortura y el maltrato que ocurrió allí durante la época francesa pero no durante la época de la Guerra de Vietnam.

## Presos conocidos
- John McCain, senador y candidato presidencial republicano en las elecciones presidenciales de 2008
- Joseph Kittinger
- Jeremiah Denton
- Bud Day
- William Lawrence
- James Robinson Risner
- James Stockdale

## Cultura popular
La película Hanoi Hilton (1987) trata de la estancia de los prisioneros de guerra estadounidenses en esa prisión. También convirtió el nombre en un nombre familiar.

## Literatura
- James Robinson Risner: The Passing of the Night. My Seven Years as a Prisoner of the North Vietnamese. Random House, Nueva York NY 1974, ISBN 0-394-48967-5. (en inglés).
- Tom Wilber, Jerry Lembcke: Dissenting POW. Form Vientam's Hoa Loa Prison to America Today. Monthly Review Presse, 2021; ISBN 158367909X. (en inglés).